# Фадин, Вениамин Петрович
Вениамин Петрович Фадин (18.03.1922, Омск — 28.02.1981, Томск) — советский учёный в области общей, теоретической и экспериментальной физики, доктор физико-математических наук (1970), профессор (1971).
Родился 18 марта 1922 года в Омске, там же в 1940 г. окончил с отличием среднюю школу № 65 и краткосрочные курсы учителей. Работал учителем математики и физики в Сталинской неполной средней школе Таврического района Омской области.
2 марта 1942 призван в РККА и направлен в военное училище. С мая 1943 по май 1945 г. принимал участие в боевых действиях в составе частей Центрального, 1-го Прибалтийского, 1-го и 4-го Украинских фронтов. Получил два ранения.
В ноябре 1945 г. демобилизовался и вернулся в Омск, где вначале работал учителем математики в средней школе № 1, а затем на комбинате «Омскэнерго».
В 1946 г. поступил на физический факультет Томского университета. Одновременно работал учителем физики в школе рабочей молодежи № 8. В феврале 1950 г. отчислен согласно поданному заявлению, с 1 сентября 1951 г. восстановлен. Окончил университет в 1953 г.
Работал там же на кафедре теоретической физики: ассистент (1952—1960), старший преподаватель (1961—1964). В 1962 г. защитил кандидатскую диссертацию. С 1964 г. доцент кафедры экспериментальной физики. В 1967—1969 гг. старший научный сотрудник (докторант). С 1969 г. доцент, с 1970 г. профессор и зав. кафедрой экспериментальной физики.
Доктор физико-математических наук (1970), профессор (1971).
Научные интересы — общая, теоретическая и экспериментальная физика.
Под его руководством защищено 15 кандидатских диссертаций. Среди учеников — доктора наук В. Е. Егорушкин, Ю. А. Хон, С. Е. Кулькова, С. А. Безносюк, В. А. Попов.

## Сочинения
Опубликовал свыше 220 работ, в т.ч. 
- Электронная структура и процессы упорядочения в тройных сплавах d-переходных элементов на основе Ni₃Mn : в 2-х томах : дис. ... докт. физ.-матем. наук : 01.00.00. — Томск, 1969. — 583 с.
- Сборник задач по физике : [Для вузов] / В. П. Фадин, Н. А. Александров. — Томск : Изд-во Том. ун-та, 1967. — 1 т.
- Фадин В. П. и Александров H. A. Сборник задач по физике для поступающих в высшие учебные заведения . Изд. 3—е, доп. Томск, Изд—во Томского ун-та, 1965. 112 с. 45.000 экз.
- Фадин В. П. , Александров Н. А. Сборник задач по физике для поступающих в высшие учебные заведения, изд. IV , Томск: Изд—во Томского ун-та, 1966, 117 с. 180 000 экз.
- Сборник задач по физике для поступающих в высшие учебные заведения / В. П. Фадин, Н. А. Александров. — Изд. 5-е, доп. — Томск : Издательство Томского университета, 1972. — 115 с. — 180 000 экз.
- Международная система единиц физических величин : (Система СИ) / Н. А. Александров, В. П. Фадин. — 2-е изд., доп. — Томск : Изд-во Томского ун-та, 1967. — 45 с.

## Награды
Награждён 
- орденами Красной Звезды, «Знак Почёта»;
- медалями «За отвагу», «За боевые заслуги» (дважды), «За победу над Германией в Великой Отечественной войне 1941—1945 гг.».

## Семья
- Жена — Августа Григорьевна Кондеева, р. 1923, преподаватель Томского медучилища. 
  - Сыновья: Виктор (р. 1951) — доктор техн. наук (2021)[1], ст. научный сотрудник ИФПМ СО РАН; и
  - Леонид (р. 1953).